# Saint-Jean-du-Sud
Saint-Jean-du-Sud, in creolo haitiano Sen Jan disid, è un comune di Haiti facente parte dell'arrondissement di Port-Salut nel dipartimento del Sud.
Elevato al rango di comune nel 1929, portava precendemente il nome Trou-de-Port. La popolazione è passata da 19.087 nel 2003 a 23.251 nel 2009, di cui solo 939 residente nella zona urbana.
Il comune è suddiviso in tre sezioni: Tapiòn, Débouchette e Trichet.